# Batalha do Golfo de Omã
A Batalha do Golfo de Omã foi uma batalha naval entre uma grande armada portuguesa comandada por D. Fernando de Meneses e a "frota do oceano índico" Otomana, comandada por Seydi Ali Reis. A batalha redundou num fracasso catastrófico para os Otomanos, que perderam todos os seus navios.

## Contexto
Desde o Cerco de Diu em 1538 que o Império Otomano procurava contrariar a influência portuguesa no Oceano Índico. Em 1552, o almirante otomano Piri Reis liderou uma série de expedições em redor da Arábia contra os portugueses com sucesso limitado. Piri Reis foi substituído por Murat Reis, que também liderou uma campanha mal sucedida contra os portugueses no ano seguinte.
No final de 1553, o sultão Solimão, o Magnífico, nomeou Seydi Ali Reis como almirante (reis) das forças navais otomanas em Baçorá no lugar de Murat Reis. Recebeu ordens para levar as suas galés até ao Suez e juntá-las às que ali existiam, de forma a melhor combater os portugueses, mas tal missão exigia atravessar águas controladas pelos portugueses, no Golfo Pérsico.
Em fevereiro de 1554, o vice-rei da Índia enviou de Goa seis galeões, seis caravelas, 25 fustas e 1.200 soldados portugueses sob o comando de Dom Fernando de Meneses, seu filho, encarregue de bloquear a foz do Mar Vermelho e recolher informações sobre a actividade militar dos otomanos. Durante todo o mês de março, os portugueses não avistaram um único navio mercante cruzando o Babelmândebe, presumivelmente porque a presença da frota portuguesa desencorajara qualquer viagem naquela época. Em abril a D. Fernando dirigiu-se para Mascate e ali deixou parte da frota para invernar (“inverno” era a estação das monções) ao passo que os navios de remos, um galeão e vários navios mercantes foram enviados para a ilha Ormuz, para substituir D. Antão de Noronha com Bernardim de Sousa ao comando da fortaleza de Nossa Senhora da Conceição. Quando os ventos de oeste começaram a soprar em julho, o galeão foi enviado de volta para Mascate e D. Fernando enviou 3 pequenas embarcações de pescadores para vigiar o Xatalárabe. Os pescadores informaram aos portugueses que Moradobec (Murat Reis) fora substituído por Alecheluby (Seydi Ali), e estava prestes a zarpar para o Suez com 15 galés.

## A Batalha
Os turcos zarparam de Baçorá em princípios de Agosto. As forças portuguesas em Mascate foram imediatamente avisadas do movimento dos turcos e partiram para o Cabo Mussandão para enfrentá-los. Os navios de remo portugueses seguiam na dianteira, depois as caravelas e no fim os pesados galeões. Os turcos foram avistados a 10 de agosto, navegando contra o vento, em coluna.

### O estratagema turco

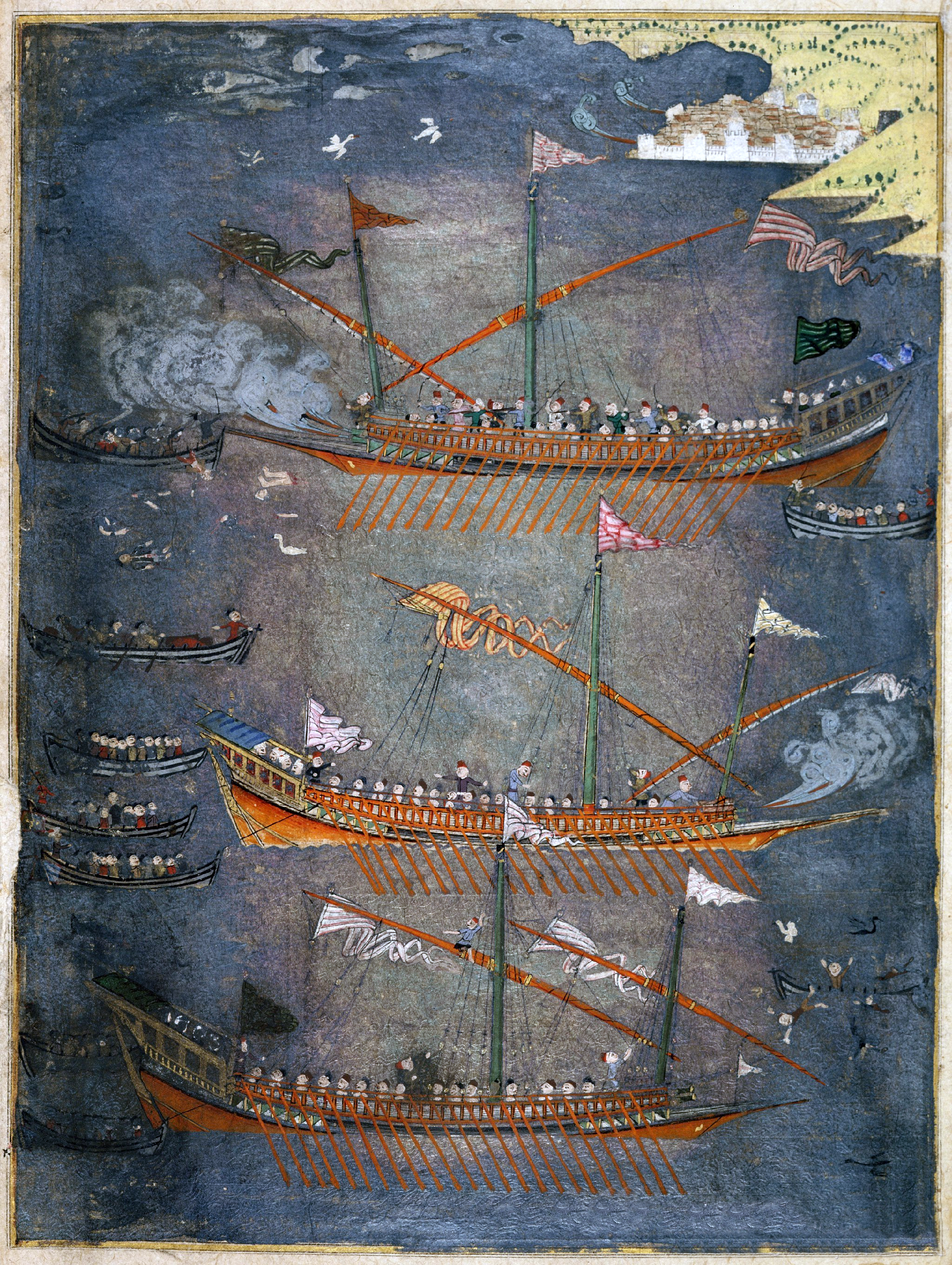
Galés turcas

Com grande firmeza, o almirante Seydi Ali ordenou que sua frota mantivesse a formação, navegando contra o vento em direcção aos portugueses. À medida que se aproximavam, as bombardas das fustas portugueses e do galeão Santa Cruz começaram a trocar tiros com as galés turcas. Subitamente, Seydi Ali Reis ordenou que todas as suas galés virassem para estibordo, na direcção de terra, ao mesmo tempo, contornando assim os navios portugueses, que se viram incapazes de perseguir por causa dos ventos contrários. Os otomanos evitaram um encontro desfavorável com os portugueses e estavam agora a caminho de Mascate.

### A manobra portuguesa
Apanhados de surpresa, os capitães portugueses reuniram-se a bordo da nau capitânia, a São Mateus para discutir como proceder. Foi aceite a sugestão de um experiente piloto português, que afirmou que sopravam para o leste os ventos na costa persa, a norte, e permitiriam que voltassem rapidamente para a costa de Omã à frente dos turcos. A frota portuguesa navegou para o norte, depois para o leste, e ao fim de alguns dias alcançou Mascate, onde souberam  que os turcos ainda não haviam passado por ali.
Entretanto, acreditando ter deixado definitivamente os portugueses para trás, os turcos avançaram lentamente contra o vento, para dar descanso aos seus remadores, mas sempre vigiados de longe por ligeiras embarcações de remo portuguesas.
Os portugueses esperaram dois ou três dias em Mascate, antes de partirem ao encontro da frota turca no Cabo Suadi. Na manhã de 25 de agosto, os turcos mais uma vez foram avistados.

### O embate

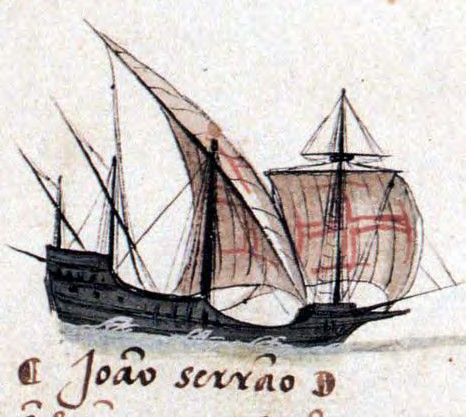
Caravela redonda, ou de armada.

Assistia agora os portugueses um vento mais favorável mas como os turcos navegavam muito perto da costa com as velas recolhidas, os portugueses só os avistaram a uma distância relativamente curta. Foram por isto incapazes de manobrar os navios a tempo de evitar que algumas galés otomanas passassem por eles.
A nau capitânia portuguesa São Mateus era então a nau mais próxima da costa e a melhor posicionada para interceptar as galés turcas. Vendo-se incapaz de alcançar as galés turcas, lançou âncora e imediatamente disparou seus canhões contra a frota inimiga. Nove galés escaparam sob fogo português, mas a décima foi atingida por uma grande bala de canhão. Vários remadores de um dos lados foram mortos e ela mudou abruptamente de direcção, apanhando e imobilizando as que lhe seguiam. As caravelas portuguesas, os navios mais ágeis da frota, prontamente manobraram a todo o pano para abordar as galés turcas. A caravela de D. Jerónimo de Castelo Branco foi a primeira a abalroar e aferrar com vigor duas galés, lançando para dentro delas grande número de granadas de pólvora antes de as abordar. Muitos marinheiros e soldados turcos saltaram para o mar em grande desordem, para serem abatidos pelos portugueses nas fustas, navios a remo de pouco calado. Várias outras caravelas aferraram o resto das galeras, que se renderam após meia hora de combate.
Entretanto, Seydi Ali Reis decidiu atravessar o Mar da Arábia até ao Guzerate, na Índia, com as galés que lhe restavam, na esperança de escapar aos portugueses o mais rapidamente possível. D. Fernando de Meneses mandou D. Jerónimo que o seguisse com as caravelas.

Bandeira naval com a Cruz de Cristo.

## Rescaldo
O portugueses capturaram 6 galés e 47 peças de artilharia de bronze, que levaram para Mascate, e ali foram recebidos com grandes festejos.
Seydi Ali Reis alcançou o Guzerate. D. Jerónimo com as suas caravelas obrigaram-no a refugiar-se dentro do porto de Surrate, cujo governador guzerate o recebeu muito bem. Quando o vice-rei português soube em Goa da presença de turcos na Índia, despachou a 10 de outubro dois galeões e 30 navios de remo para aquela cidade, a fim de pressionar o governador a entregar os turcos. O governador não os entregou, mas propôs destruir os seus navios, que os portugueses aceitaram.
Seydi Ali Reis demoraria mais de 2 anos até voltar finalmente a Constantinopla por terra, tendo escrito sobre as terras por onde passou durante a viagem. De acordo com o relato que deixou, Seydi Ali nunca chegou a perceber que combatera com mesma frota portuguesa a 10 e 25 de agosto, acreditando que eram duas diferentes.